# H-Net
Das H-Net – Humanities and Social Sciences Online ist ein Netzwerk zur Fachkommunikation in den Geistes- und Sozialwissenschaften, dessen technische Infrastruktur (Listserv) an der Michigan State University angesiedelt ist und das sich auf einen weltweiten Stab von Redakteuren, Herausgebern und Beiräten stützt.

## Geschichte
Das H-Net wurde vom amerikanischen Historiker Richard Jensen im Dezember 1992 angekündigt; im Februar 1993 wurde die erste Listenmail über H-Urban verschickt. Bis Ende des Jahres 1993 hatten sich 21 verschiedene thematische Listen etabliert. Seither ist die Zahl der von Redakteuren moderierten Mailinglisten stetig angewachsen. Alle Listen verfügen über ein Archiv, über das auch ältere Beiträge eingesehen werden können. Die Listen wenden sich überwiegend an graduierte Wissenschaftler, die sie mit Tagungsankündigung, Rezensionen wissenschaftlicher Neuerscheinungen, Calls for Papers, Stellen- und Wohnungsangeboten versorgen (disziplinäres Schwarzes Brett). Die Listen stellen ein preiswertes und vor allem extrem schnelles Forum zur Diskussion innerhalb der jeweiligen Scientific Community dar. Die meisten dieser Listen bedienen sich der englischen Sprache und sind auf den Bedarf der anglo-amerikanischen Geistes- und Sozialwissenschaften hin ausgerichtet. Mittlerweile existieren aber auch einige deutschsprachige Mailinglisten, die sich stärker am (kontinental-)europäischen Wissenschaftsbetrieb orientieren. Die bekannteste deutschsprachige Mailingliste, die über H-Net betrieben wird, ist H-Soz-Kult. Im Jahr 2014 zogen alle 200 Mailinglisten (Networks) auf die neue Plattform H-Net Commons um, wo es seitdem weitere Dienste gibt, die über den Betrieb der Mailingliste hinausgehen, beispielsweise können dort Ressourcen gesammelt werden. Alle Diskussionen können auch über die Website und über RSS-Feeds mitgelesen werden.